# Automotrices EAV

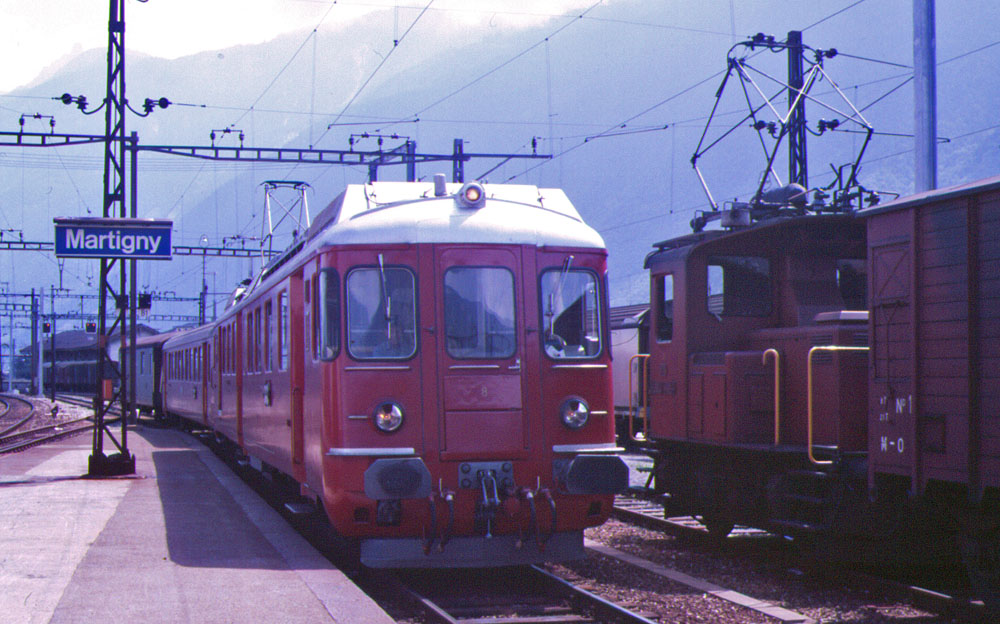
ABDe 4/4 8 du MO en gare de Martigny le 20 juillet 1984

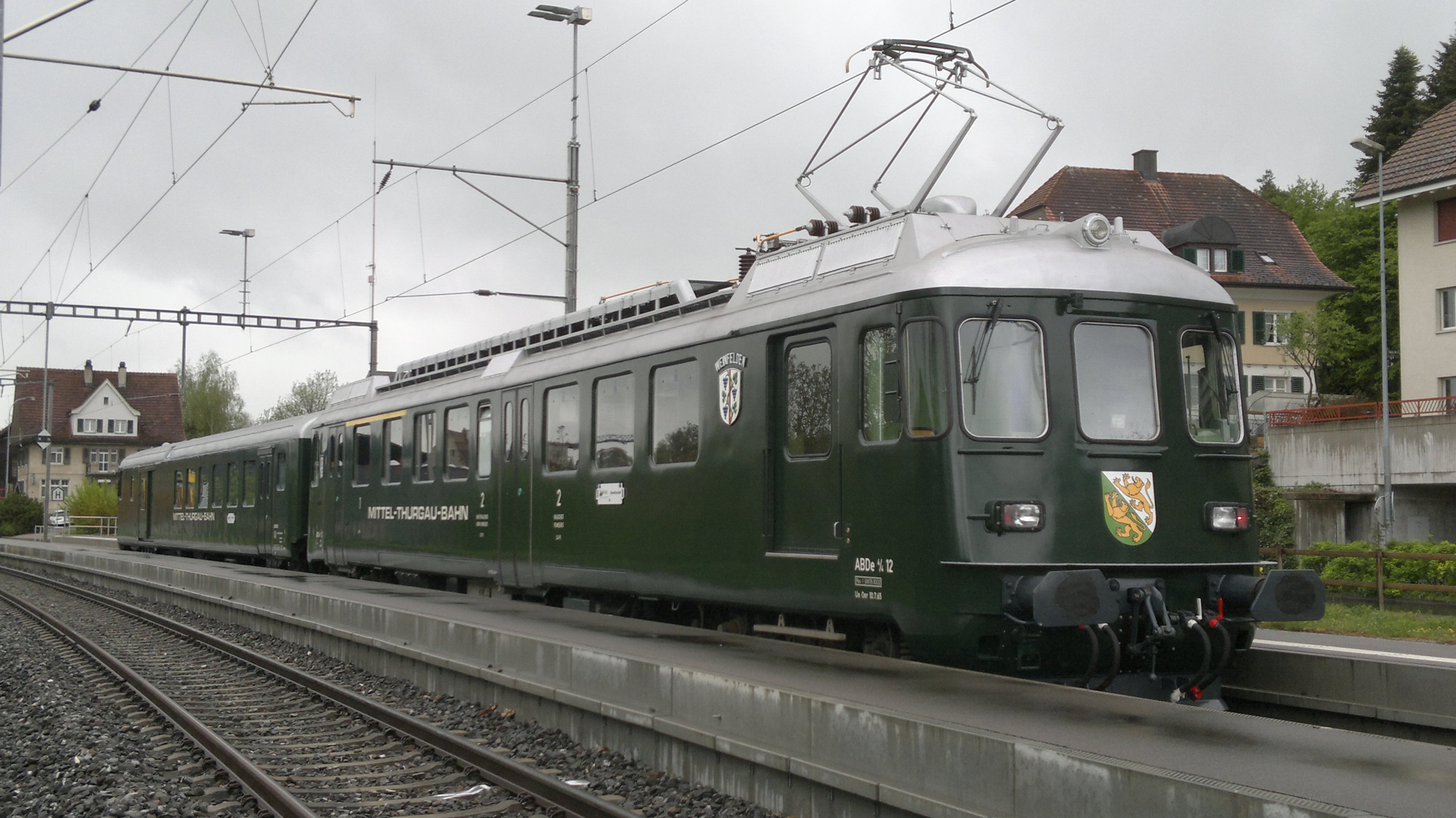
ABDe 4/4 Nr. 12 et BDt 205 de l'association Historische Mittel-Thurgau-Bahn en 2015.

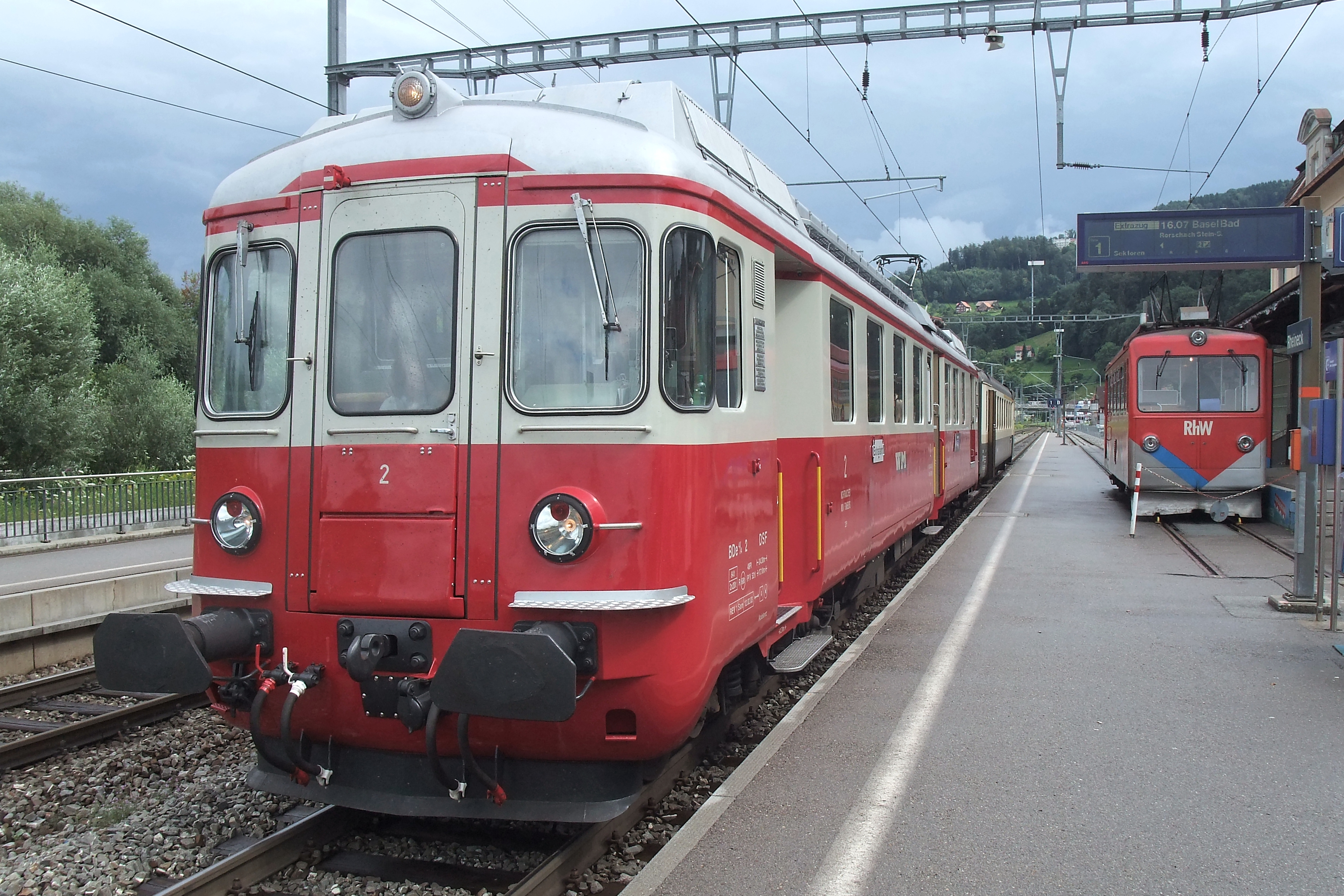
BDe 4/4 2 du WM

Les automotrices EAV sont un ensemble d'automotrices commandées conjointement par 5 chemins de fer privés sous la coordination du Département fédéral des Transports, abrégé à l'époque en allemand EAV. Identiques sur le plan technique, les automotrices se différenciaient au niveau de la caisse en fonction de chaque compagnie.

## Historique
Alors que les CFF et le BLS suivaient leur propre voie et que les grands chemins de fer privés BT, SOB et le groupe EBT avaient commandé l'automotrice à haute performance, diverses lignes secondaires plus petites ressentirent le besoin d'une automotrice de puissance moyenne et universellement utilisable qui pourrait être utilisée comme véhicule unique ou avec des voitures intermédiaires et une voiture-pilote. Il s'agissait des compagnies suivantes :
- la compagnie Mittelthurgaubahn (MThB), qui avait besoin d'un nouveau matériel roulant à la suite de son électrification (septembre 1965) ;
- la compagnie Wohlen-Meisterschwanden-Bahn (WM), dont le passage du courant continu au courant alternatif exigeait un nouveau matériel moteur ;
- les Chemins de fer Martigny–Orsières (MO), qui devaient remplacer leurs automotrices de 1910 modifiées à la suite du passage le la tension de la ligne de 8 000 V 15 Hz à 15 000 V 16 ²⁄₃ Hz[1] ;
- les Chemins de fer fribourgeois (GFM) et le Chemin de fer Régional du Val-de-Travers (RVT), qui devaient augmenter / renouveler leur parc de matériel roulant datant des années 1940.

La commande groupée comprenait douze automotrices et douze voitures-pilotes, ainsi que cinq voitures intermédiaires.

## Concept
L'extérieur des automotrices correspond au standard de la construction de wagons en Suisse au début des années 1960. La forme arrondie de la cabine avec des soufflets escamotables se retrouve également sur les RBe 4/4 des CFF, les automotrices haute performance BDe 4/4 et de nombreuses voitures-pilotes. Par rapport aux RBe 4/4 et aux BDe 4/4, la caisse fut légèrement allongée, 24,3 m au lieu de 23,7 m. Les deux accès d'extrémité furent remplacés par un accès frontal et un accès central. La caisse est divisée comme suit :
- Poste de conduite
- Accès
- Compartiment de 1re classe (6 ou 12 places, seulement 2e classe chez le WM)
- Compartiment de 2e classe (16, 24 ou 32 pl.)
- WC et accès
- Compartiment de 2e classe (16 ou 24 pl.)
- Compartiment à bagages (7,3 m2 ou 11,7 m2)
- Poste de conduite

En revanche, les voitures-pilotes sont unifiées avec neuf compartiments de 2e classe et une longueur de 23,6 m. Les voitures intermédiaires quant à elles correspondent entièrement à la version CFF de la voiture unifiée I avec une longueur de 23,7 m.
Les bogies moteurs, de conception similaire à ceux des BDe 4/4 II des CFF (automotrices à courant continu), sont fournis par SWS et équipés de moteurs sériels à courant alternatif de type M8-507, avec un rapport de transmission de 1:3,95. La transmission de la force est assurée par un entraînement à ressort. Le diamètre des roues motrices est de 1 040 mm avec les nouveaux bandages.
Le transformateur principal d'huile à paliers de type TRBz, avec un noyau en fer tôlé radialement et une puissance nominale de traction de 1 000 kVA (plus 50 kVA pour les services auxiliaires et 300 kVA pour le chauffage du train), est suspendu sous le plancher du wagon. Le changeur de prises est de type NU 28.
Le frein électrique utilisé est un frein à récupération dans un circuit d'excitation de phase, qui ne nécessite pas de bobine de frein encombrante. Son action est limitée en-dessous de 25 km/h.
Tout comme les RBe 4/4 et les Re 4/4 II, les automotrices sont équipées d'une commande par émetteur d'ordres avec commande multiple Système IIId, compatible avec les véhicules CFF mentionnés et leurs voitures-pilotes.

## Commande
L'acquisition s'est faite en une seule étape, il n'y a pas eu d'acquisitions ultérieures.
| Compagnie   | 12 automotrices            | 12 automotrices            | 12 automotrices            | Agencement | 12 voitures-pilotes | 12 voitures-pilotes | 5 voitures intermédiaires | 5 voitures intermédiaires | Remarques |
| ----------- | -------------------------- | -------------------------- | -------------------------- | ---------- | ------------------- | ------------------- | ------------------------- | ------------------------- | --- |
| MThB        | ABDe 4/4                   | 11–15                      | 1965                       | 2-2-t-3-D  | Bt 201–202          | 1965                | — (LS ex CFF)             | —                         | livrée vert sapin                                                                                                |
| GFM         | ABDe 4/4                   | 171                        | 1966                       | 2-2-t-2-D  | Bt 301–303          | 1964                | B 361–362                 | 1963                      | livrée vert/crème, voitures-pilotes généralement utilisées comme remorques                                       |
| WM          | BDe 4/4                    | 1–2                        | 1966                       | 0-4-t-2-D  | Bt 11               | 1966                | — (B 26, entrée centrale) | — (1948/69)               | livrée rouge/gris clair                                                                                          |
| MO          | ABDe 4/4                   | 6–8                        | 1965                       | 1-3-t-3-D  | Bt 31–33            | 1965                | B 42 (plus B 41)          | 1963 (1962)               | livrée rouge, ABDe 4/4 5 existante équipée de la télécommande IIId, B 42 livrée encore dans la livrée vert/crème |
| RVT         | ABDe 4/4                   | 103                        | 1965                       | 2-2-t-3-D  | Bt 201–203          | 1964                | B 301–302                 | 1965                      | livrée rouge, ABDe 2/4 101–102 existantes équipées de la télécommande IIId                                       |
| Fournisseur | SIG (caisse), SWS(châssis) | SIG (caisse), SWS(châssis) | SIG (caisse), SWS(châssis) |            | SWP                 | SWP                 | SWP (RVT) et FFA          | SWP (RVT) et FFA          | Équipement électrique : SAAS/BBC/MFO                                                                             |

## Images (sélection)

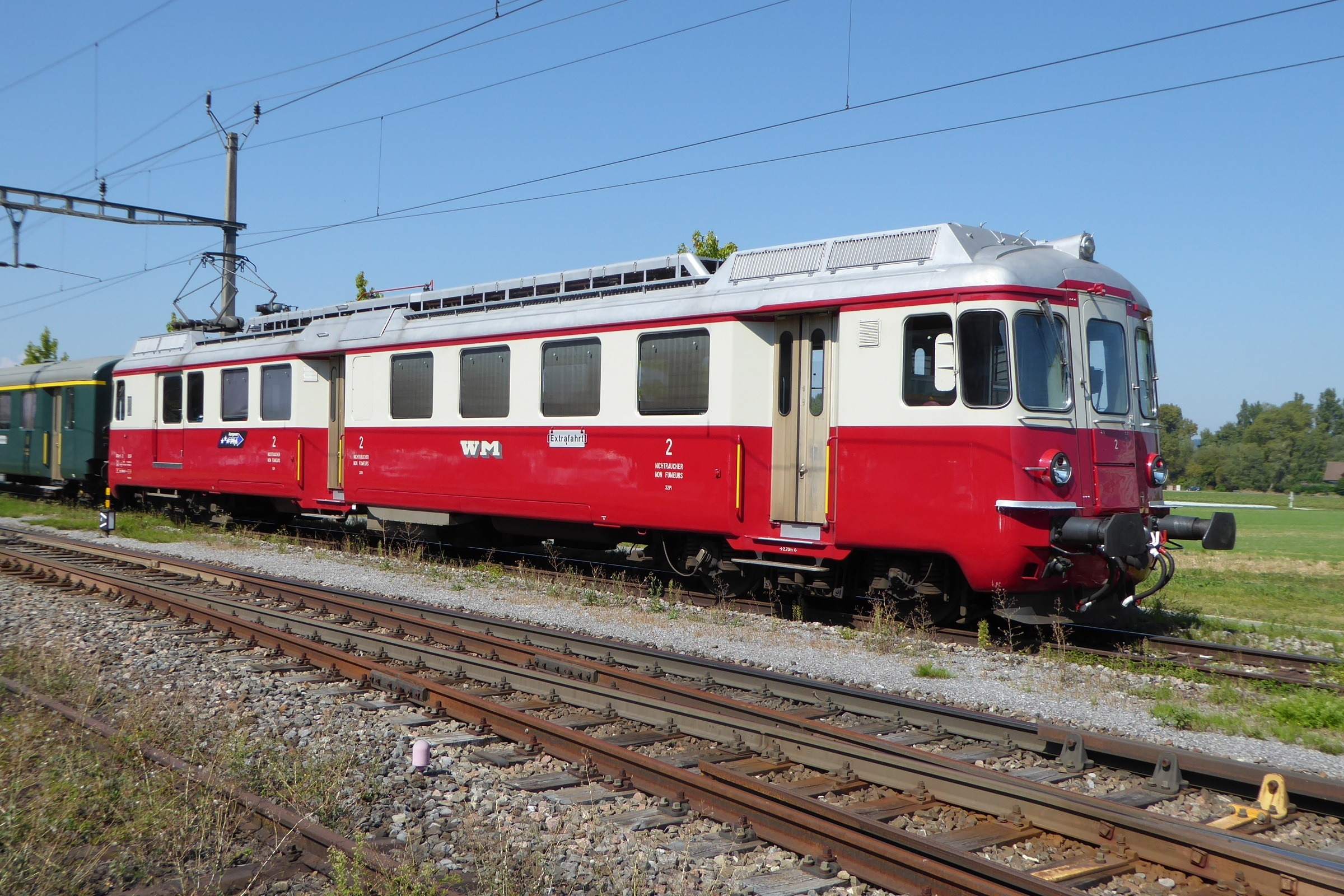
BDe 4/4 2 ex-WM  de l'association DSF à Tägerwilen
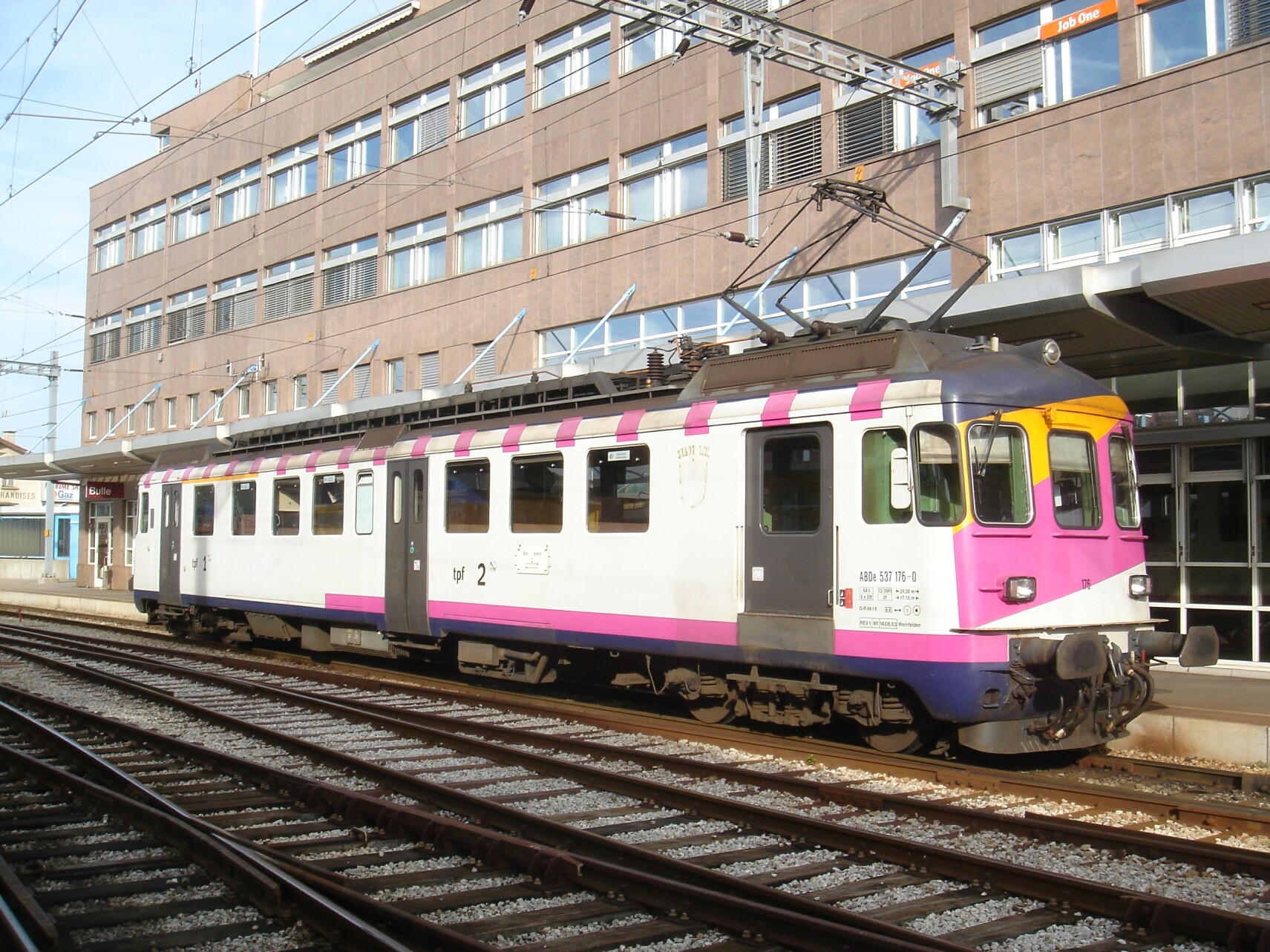
ABDe 537 176 ex-Thurbo ex-MThB 11 des TPF à Bulle
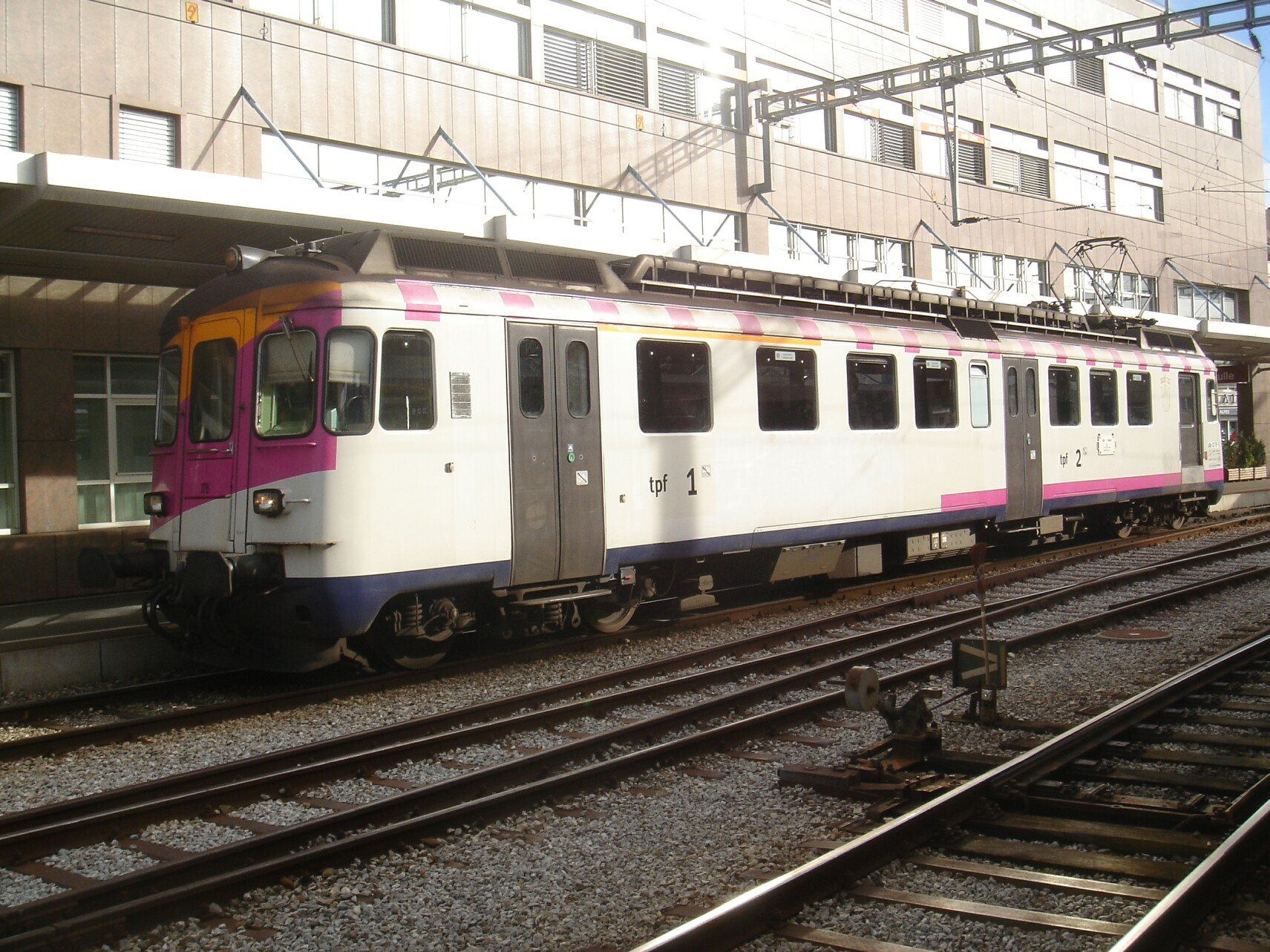
ABDe 537 176 des TPF : "Face arrière" avec le soufflet encore présent
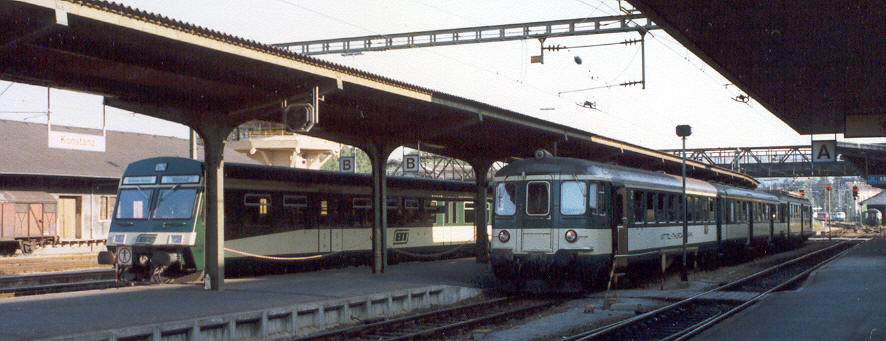
Voiture-pilote Bt et ABDe 4/4 du MThB à Constance aux côtés d'une rame NPZ du BT, le 14 juin 1990
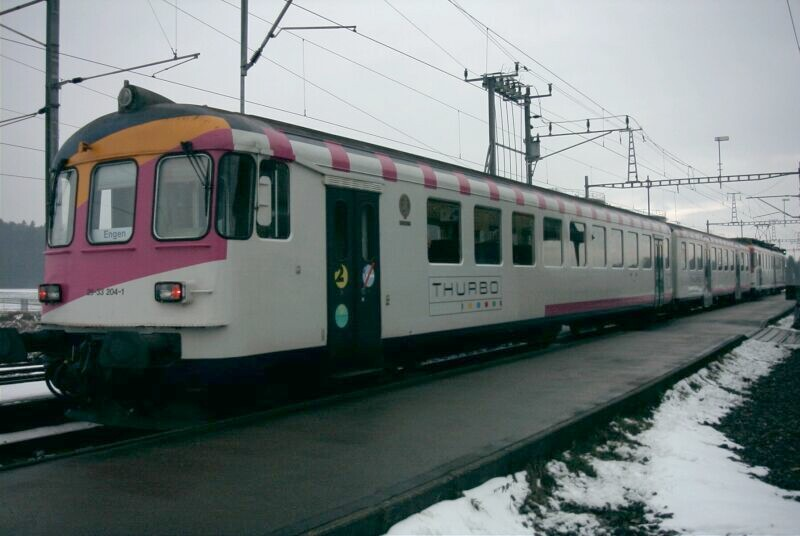
Bt 204 ex-MThB ex-GFM de la compagnie Thurbo le 16 janvier 2003 à Lengwil
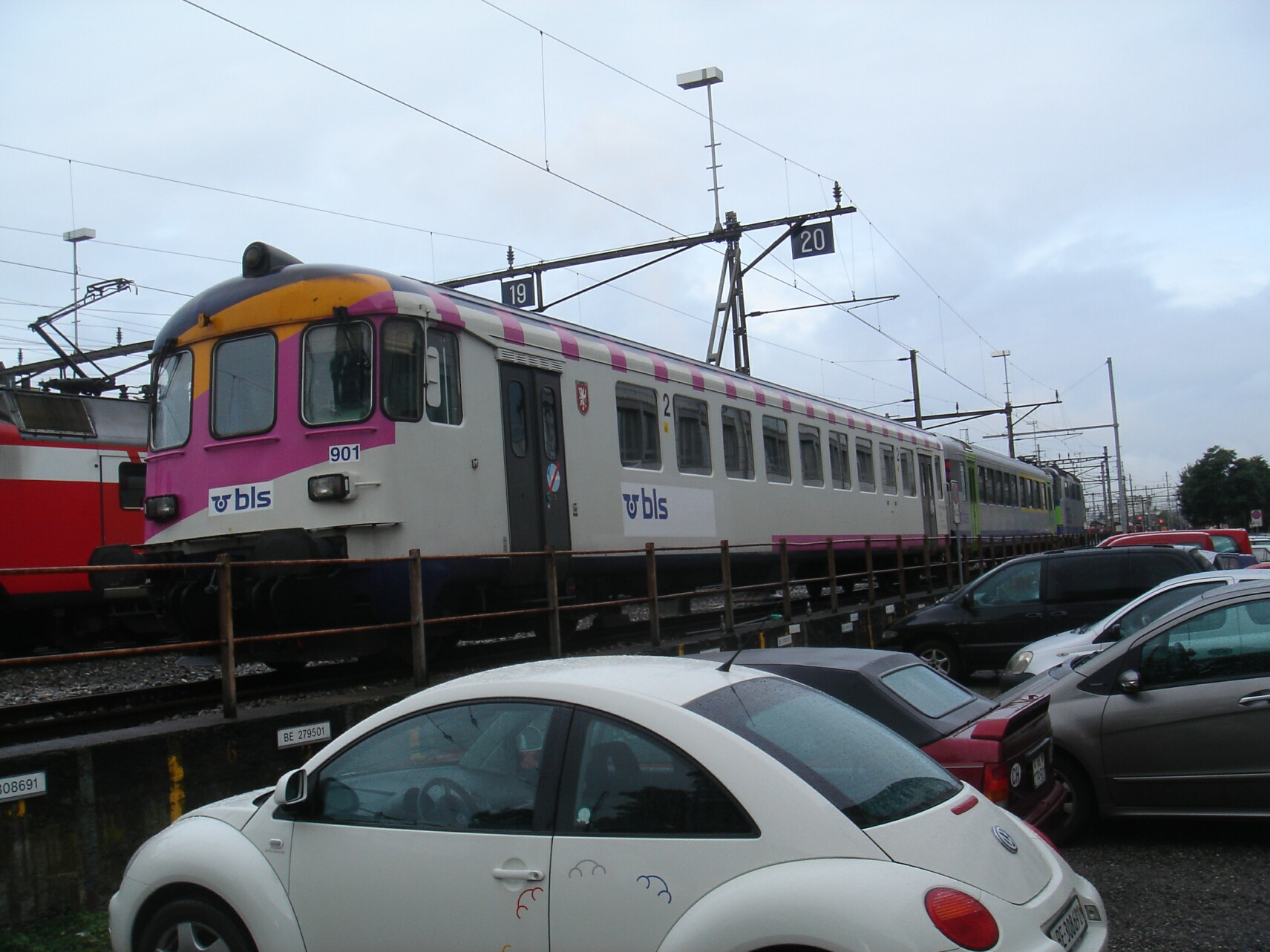
Bt 901 ex-Thurbo ex-MThB du BLS le 26 septembre 2006 à Thoune
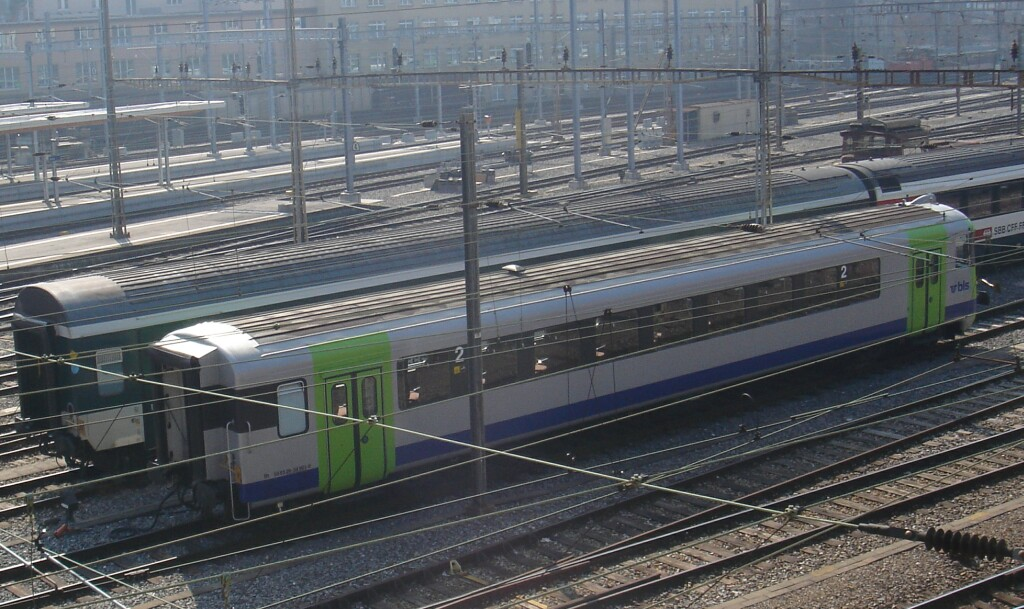
Bt 901 du BLS en livrée vert/argent le 15 mars 2007 à Berne
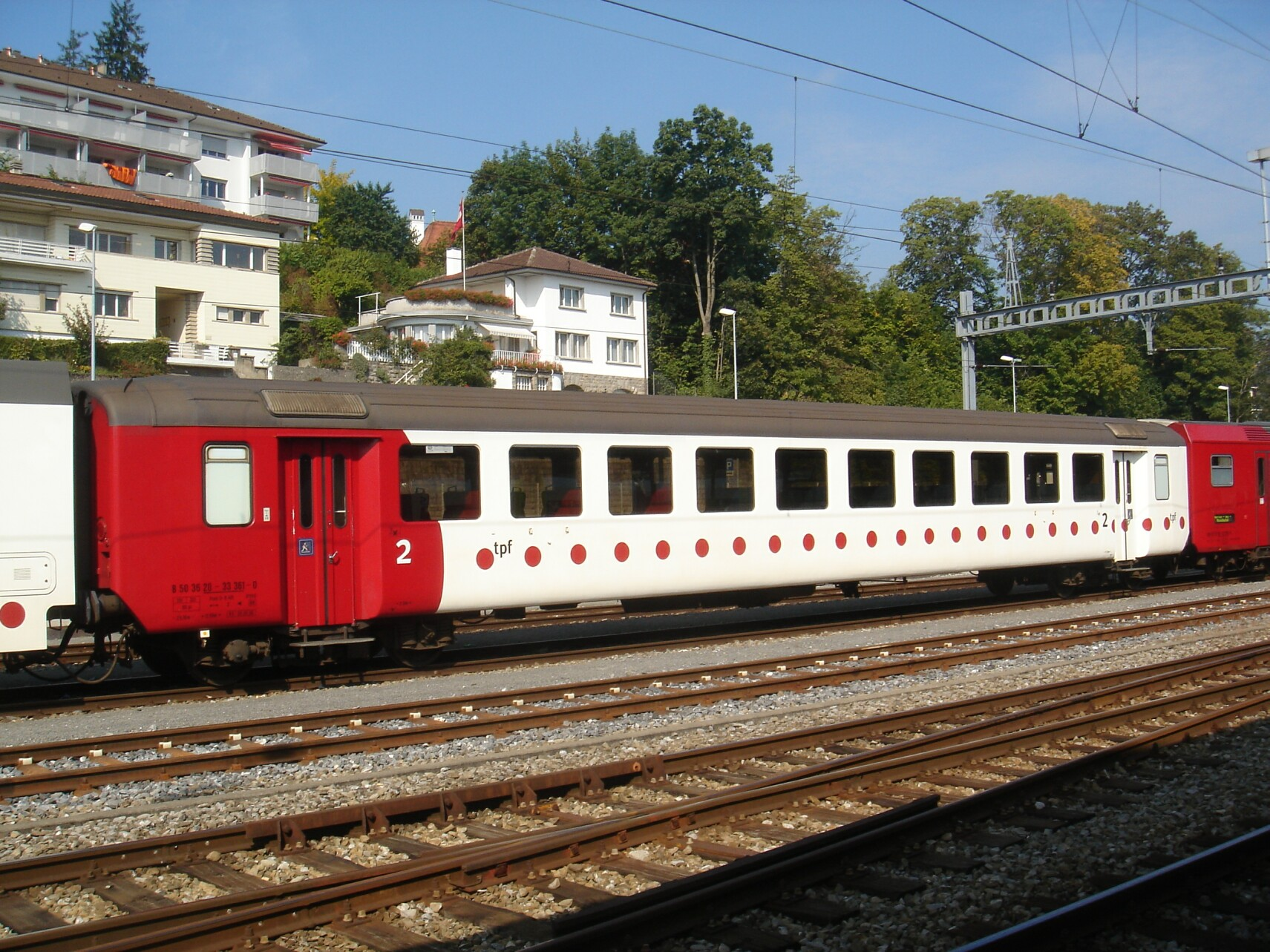
La voiture B 361 modernisée le 29 septembre 2006 à Fribourg
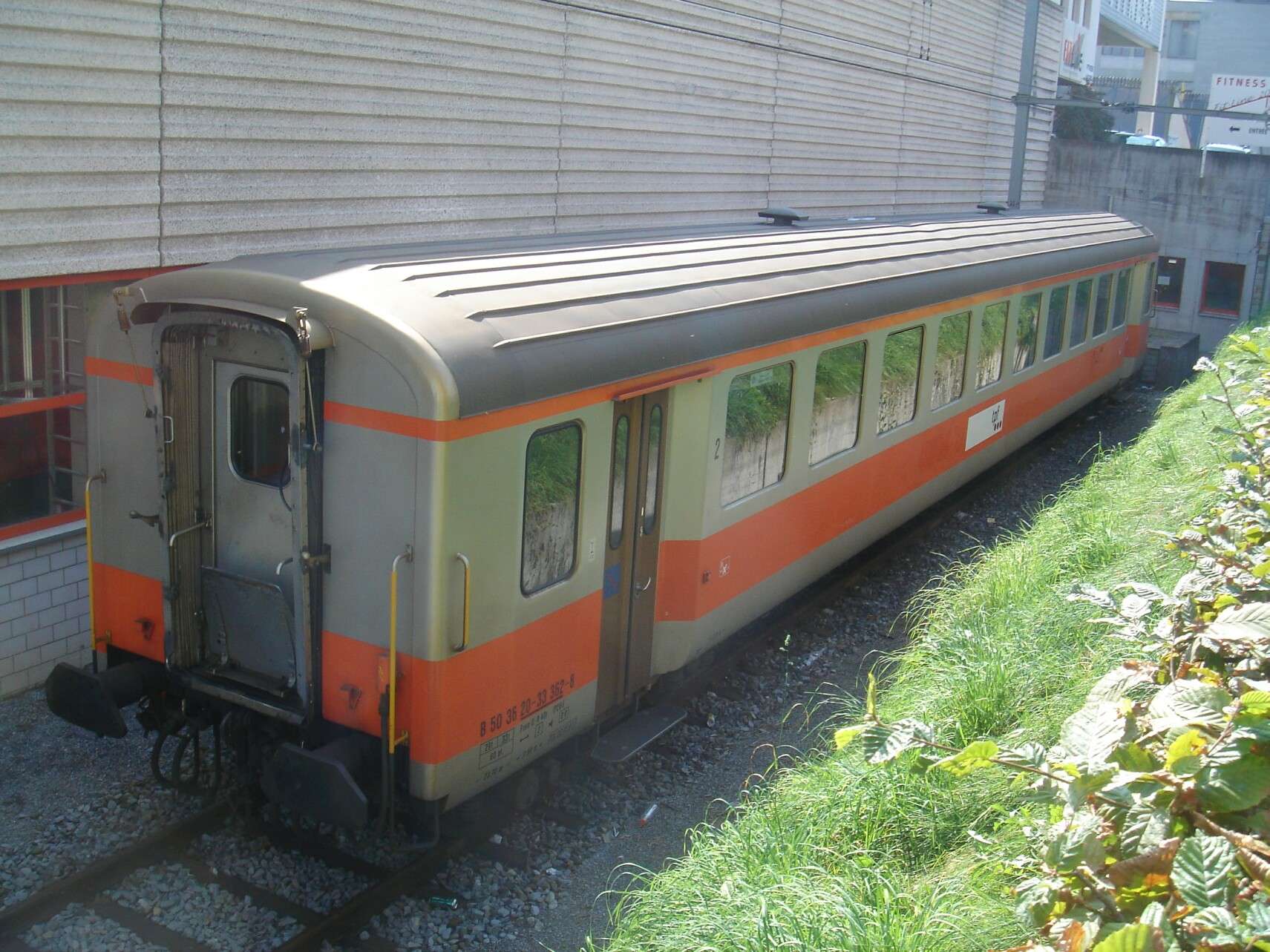
La voiture B 362 garée au dépôt de Fribourg le 29 septembre 2006

## Service régulier et changements de propriétaires
Après leur mise en service, les automotrices du MThB, du WM et du MO assurèrent une grande partie du trafic sur leurs lignes d'origine, souvent en tant que véhicule unique, parfois avec des voitures-pilotes ou des wagons marchandises. Les automotrices du MThB étaient utilisées en commande multiple, parfois deux ABDe plus une Re 4/4 II, également devant des trains de pétrole. L'automotrice RVT circulait également avec son train-navette sur les lignes CFF voisines jusqu'à Neuchâtel et Pontarlier. L'automotrice GFM circulait sur la ligne Fribourg-Morat-Ins, souvent aussi en trafic marchandises en plus du trafic voyageurs, car elle était l'engin moteur le plus puissant de la compagnie.
En 1972 déjà, la première rocade eut lieu : la Bt 303 de GFM fut transférée au MThB en tant que Bt 203. En contrepartie, GFM reprit des CFF l'EW I en aluminium B 20-33 720’ ex-8201 en tant que B 363. En 1983, après la livraison des RABDe 4/4 171-72, l'ABDe 4/4 171 et la Bt 302 rejoignit le MThB en tant qu'ABDe 16 et Bt 204. L'automotrice y circula encore quelque temps en peinture verte/crème GFM. Une opération similaire s'effectua au RVT, qui vendit son ABDe 4/4 103 au MO en 1983, où elle fut utilisée comme ABDe 9. Après avoir perdu la Bt 31 lors d'une grave collision (les ABDe 6 et 8 impliqués purent être reconstruites), le MO put récupérer en 1985 l'ancienne Bt 201 de la RVT qui conserva son numéro.

## Modifications et nouveaux changements de propriétaires
Les deux Bt 202 et 203 de la RVT ainsi que la GFM Bt 301, nouvellement 372, furent aménagées pour télécommander les nouveaux RABDe 4/4 104-05 et 171-72. En 1992, la RVT 104 devint la GFM 173 et en 1993, la voiture-pilote 203 suivit le même chemin sous le nom de Bt 374. En 1997, la RVT fit transformer la Bt 202 en ABt 202 à Bönigen, ce qui lui permit également d'obtenir des portes affleurantes. En 1999, RVT devint TRN, en 2000, GFM devint TPF et MO devint TMR. En 2003, la TPF Bt 372 fut transformée en ABt et la Bt 374 cédée au DSF en 2013, en même temps que la B 362 et la B 366.
Le MThB avait à peine terminé la révision principale avec changement de couleur en crème/vert de ses 6 automotrices EAV plus 4 Bt que tous les véhicules durent être équipés d'Indusi, désamiantés et munis de portes affleurant la carrosserie pour leur utilisation en Allemagne. Ces transformations furent réalisées par SWG et Stadler dans les années 1994-96. Des voitures légères en acier modernisées ex CFF furent utilisées comme voitures intermédiaires à Česká Lípa et les deux voitures-pilotes manquantes furent remplacées par des Bt de type NPZ. Mais la transformation fulgurante du chemin de fer secondaire plutôt tranquille avec un détour de quelques centaines de mètres par-dessus la frontière en une entreprise de transport de voyageurs et de marchandises active au niveau transfrontalier ne put être maîtrisée avec des capacités de gestion inchangées et la direction financière ne reçut pas suffisamment d'importance. Fin 2002, la MThB fut liquidée, les véhicules et l'exploitation furent quant à eux repris par Thurbo, une filiale à 90% des CFF. L'exploitation en Allemagne fut séparée et transférée à la SBB GmbH. Peu à peu, les GTW en Suisse et les FLIRT en Allemagne prirent le relais et les automotrices EAV devinrent excédentaires.
L'ancienne rame GFM 16-204 fut vendue en 2004 à Travys, qui l'utilise comme ABDe 538 316 (94 85 7578 016-8 et 50 85 80-35 904-2) pour les trains scolaires. Les TPF avaient besoin d'une automotrice de réserve pour leur ligne Bulle-Romont, mais "leur" ancienne automotrice était déjà chez Travys. Ils reprirent l'automotrice 13 et la mirent en service comme ABDe 537 175, mais pas pour longtemps. L'état de conservation était trop mauvais et avant que les autres automotrices ne soient démolies, les TPF récupérèrent l'ABDe 536 611, qui est en service depuis juin 2006 sous le nom de 537 176. En tant que voiture-pilote Bt 375, l'ancienne Bt 303, entre-temps chez MThB et Thurbo sous le numéro Bt 203, retourna sur son réseau d'origine.
L'ABDe 536 612 fut cédée en août 2006 à l'association MThB historique, les automotrices 14 et 15 partant le même mois avec la 537 175 ex 536 613 pour être démolies à Kaiseraugst. Les deux voitures-pilotes Bt 201-02 restantes furent reprises en même temps par le BLS, qui les utilise comme modules de renfort devant ses trains navettes EW-III à destination de Lucerne et Neuchâtel.
Les voitures de commande MO furent équipées de portes affleurant extérieurement vers 1990. En 2002, les TMR reçurent trois NINA. Son activité de transport régional à voie normale fut transférée dans une coentreprise avec les CFF appelée RegionAlps et les véhicules TMR furent également utilisés sur des lignes CFF en Valais, jusqu'à ce que des NPZ CFF modernisées reprennent l'ensemble du trafic dans la vallée du Rhône dès 2009. L'ABDe 4/4 8 fut reprise par la Draisinen Sammlung Fricktal (DSF) comme réserve de pièces de rechange pour la BDe 4/4 2 et fut démolie en 2008. L’ABDe 4/4 7 fut envoyée à Kaiseraugst en janvier 2022 pour y être démolie, suivie par l'ABDe 4/4 9 en septembre de la même année. Actuellement, seule l'ABDe 4/4 6 demeure comme véhicule de service. Les Bt 31-33 quant à elles ont été récupérées en novembre 2014 par la BDe 4/4 1641 de DSF à Orsières et envoyées à la casse après récupération de quelques pièces encore utilisables.
Le WM cessa de transporter des voyageurs le 31 mai 1997, les deux BDe 4/4 et le Bt furent vendues au SOB. On y transforma la voiture-pilote en BDt 975 pour le Voralpen-Express, elle a fut utilisée après la fusion comme BDt 199 jusqu'en décembre 2013. Les deux BDe furent utilisées comme BDe 576 490-491, en partie avec les BDt 970-71, principalement pour le trafic Biberbrugg-Einsiedeln. Après la fusion, elles reçurent les numéros 576 041-042. Alors que le BDe 576 041 fut  démolie entre-temps, la DSF restaura la BDe 576 042 comme WM BDe 4/4 2.

## Voitures intermédiaires
Les voitures intermédiaires du MO et du GFM n'étaient nécessaires que pour le trafic de pointe. La B 41 du MO, qui ne provenait pas de la commande commune, fut prêtée en 1999 à la GFM, qui l'acheta en 2000 sous le numéro B 366. La B 42 fut également brièvement utilisée par GFM avant d'être transférée au club San Gottardo en septembre 2005. Le GFM B 362 est encore dans son état d'origine, à l'exception de la peinture extérieure, alors que le B 361 fut modernisée en 2000 avec des pièces d'une voiture BLS accidentée et reçut un nouvel aménagement intérieur, ainsi que des bourrelets en caoutchouc. Jusqu'en 2005, elle fut utilisée en tant que AB 361, trois compartiments ayant été simplement redéfinis à la manière éprouvée de GFM, sans que rien d'autre ne soit modifié.
Les voitures intermédiaires de la RVT furent modernisées en 1996 à Bönigen et équipées de portes affleurant l'extérieur. La B 302 fut toutefois transformée en B "Jumbo" dès 2005. La B 301 passa chez Travys en 2013, en même temps que la RBDe 567 315 et l'ABt 202,.

## État du matériel roulant
| Année de livraison | Compagnie | Blason             | Numéro          | numérotation ultérieure             | Indicatif UIC     | Dernier propriétaire | Modernisation des portes | Démolition | Remarques                                                                                                   |
| --- | --------- | ------------------ | --------------- | ----------------------------------- | ----------------- | -------------------- | ------------------------ | ---------- | --- |
| 1965 | MThB      | Wil                | ABDe 4/4 11     | 536 611-7 / 537 176                 | 94 85 7 537 176-0 | CH-TPF               | 1994                     |            | aux TPF en 2006, réaffectée en Xe 4/4 en 2011, chez DSF en 2019, réaffectée en BDe 4/4                      |
| 1965 | MThB      | Weinfelden         | ABDe 4/4 12     | 536 612-5                           | 94 85 7 578 012-7 | CH-MThB              | 1994                     |            | chez l'association Historische MThB depuis 2006                                                             |
| 1965 | MThB      | Kreuzlingen        | ABDe4/4 13      | 536 613-3                           |                   |                      | 1994                     | 2006       | |
| 1965 | MThB      | Konstanz           | ABDe 4/4 14     | 536 614-1                           |                   |                      | 1994                     | 2006       | |
| 1965 | MThB      | Berg               | ABDe 4/4 15     | 536 615-8                           |                   |                      | 1994                     | 2006       | |
| 1966 | GFM/MThB  |                    | ABDe 4/4 171/16 | 536 616-6 / 538 316                 | 94 85 7 578 016-8 | CH-MThB              | 1994                     |            | chez MThB en 1983, chez Travys en 2004, chez MThB en 2018 ?                                                 |
| 1966 | WM        |                    | BDe 4/4 1       | 576 490 / 576 041                   |                   |                      |                          | 2004       | au SOB en 1997                                                                                              |
| 1966 | WM        |                    | BDe 4/4 2       | 576 491 / 576 042                   | 94 85 7 578 042-4 | CH-DSF               |                          |            | au SOB en 1997, depuis décembre 2004 chez DSF                                                               |
| 1965 | MO        | Orsières           | ABDe 4/4 6      | 537 506                             | 94 85 7 578 006-9 | CH-TMR               |                          |            | chez DSF depuis mars 2024                                                                                   |
| 1965 | MO        | Martigny           | ABDe 4/4 7      | 537 507-6                           | 94 85 7 578 007-7 | CH-TMR               |                          | 2022       | reçut en 2008 le blason de Bagnes de la 8                                                                   |
| 1965 | MO        | Bagnes             | ABDe 4/4 8      |                                     |                   |                      |                          | 2008       | |
| 1965 | RVT/MO    | Sembrancher (1983) | ABDe 4/4 103/9  | 537 509                             | 94 85 7 578 009-3 | CH-TMR               |                          | 2022       | dès 1983 au MO sous le no 9, reçut le blason de la 5, dernière utilisation attestée en novembre 2014        |
| Voitures-pilotes |           |                    |                 |                                     |                   |                      |                          |            | |
| 1965 | MThB      | Märwil             | Bt 201          | 50 46 29-33 201-7 50 63 29-34 901-0 | 50 85 80-35 901-8 | CH-SBBI              | 1994 B                   | 2018       | au BLS en 2006, chez SBBI en 2016                                                                           |
| 1965 | MThB      |                    | Bt 202          | 50 46 29-33 202-5 50 63 29-34 902-  | 50 85 80-35 902-6 | CH-SBBI              | 1994 B                   | 2018       | au BLS en 2006, chez SBBI en 2016                                                                           |
| 1964 | GFM       |                    | Bt 303          | 50 46 29-33 203-3 50 36 29-33 375   |                   |                      | 1994 B                   | 2013       | au MThB (Bt 203) en 1972, aux TPF en 2005                                                                   |
| 1964 | GFM       |                    | Bt 302          | 50 46 29-33 204-1 50 34 29-33 204-5 | 50 85 80-35 904-2 | CH-MThB              | 1994 B                   |            | au MThB (Bt 204) avec le nom "Grenzbrigade 7", chez Travys en 2004, chez MThB en 2018?                      |
| 1964 | GFM       |                    | Bt 301          | 50 36 30-33 372-5                   | 50 85 80-33 373-2 | CH-TPF               |                          | 2017       | Modernisation en 1983 pour les rames NPZ, transformation en ABt en 2003                                     |
| 1964 | RVT       |                    | Bt 203          | 50 36 29-33 374-4                   | 50 85 80-33 374-0 | CH-DSF               |                          |            | Modernisation en 1983 pour les rames NPZ, chez GFM en 1992, depuis ? chez DSF, actuellement en restauration |
| 1964 | RVT       |                    | Bt 202          | 50 35 39-33 202-6                   | 50 85 80-33 375-7 | CH-TVYS              | 1997 B                   |            | Modernisation en 1983 pour les rames NPZ, transformation en ABt en 1997, allongement de la caisse           |
| 1964 | RVT       |                    | Bt 201          | 50 37 20-03 031                     |                   |                      | 199x                     | 2015       | dès 1985 au MO comme Bt 31 (II)                                                                             |
| 1965 | MO        |                    | Bt 31           |                                     |                   |                      |                          | 1984       | Accidentée                                                                                                  |
| 1965 | MO        |                    | Bt 32           | 50 37 20-03 032                     |                   |                      | 199x                     | 2015       | |
| 1965 | MO        |                    | Bt 33           | 50 37 20-03 033                     |                   |                      | 1994                     | 2015       | |
| 1966 | WM        |                    | Bt 11           | 50 47 80-33 975-9 50 48 80-35 199-5 | 50 85 80-35 199-9 | CH-SOB               | 1999 B                   | 2014       | transformation en BDt en 1997                                                                               |
| B dans la colonne modernisation des portes = en même temps, remplacement du soufflet par des bourrelets en caoutchouc |           |                    |                 |                                     |                   |                      |                          |            | |
| Voitures intermédiaires                                                                                               |           |                    |                 |                                     |                   |                      |                          |            | |
| 1963 | GFM       |                    | B 361           | 50 36 30-33 361-8 50 36 20-33 361-0 | 50 85 20-35 361-8 | CH-TPF               | -                        | 2018       | bourrelets en caoutchouc dès 2000, réaffectée en AB, puis de nouveau B en 2005                              |
| 1963 | GFM       |                    | B 362           | 50 36 20-33 362-8                   | 50 85 20-35 362-6 | CH-DSF               | -                        |            | depuis 2013 chez DSF                                                                                        |
| 1962 | MO        |                    | B 41            | 50 36 20-33 366-9                   | 50 85 20-35 366-7 | CH-DSF               | -                        |            | louée aux TPF en avril 1999, achat en octobre 2000, chez DSF depuis 2013, en attente de restauration        |
| 1963 | MO        |                    | B 42            |                                     | 50 85 20-35 367-5 | CH-CSG               | -                        |            | au Club San Gottardo de Mendrisio depuis septembre 2005                                                     |
| 1965 | RVT       |                    | B 301           | 50 35 20-33 301-7                   | 50 85 20-35 475-6 | CH-TVYS              | 1996                     | 2019       | Soufflets en caoutchouc en 1996, chez Travys en 2013                                                        |
| 1965 | RVT       |                    | B 302           | 50 35 20-33 302 50 35 22-33 302-3   | 50 85 22-35 631-2 | CH-TRN               | 1996                     |            | Soufflets en caoutchouc en 1996, transformation en "Jumbo" en 2005                                          |

### Sources
- (de) Jubiläumsgeschäftsbericht 1966 der Wohlen–Meisterschwanden-Bahn (Rapport d'activités annuel 1966 du chemin de fer Wohlen-Meisterschwanden)
- Peter Willen, Lokomotiven der Schweiz : Normalspur Triebfahrzeuge, Zürich, Orell Füssli, 1975 numéro édition3 (ISBN 3-280-00800-X, OCLC 721486111), p. XX
- États du matériel roulant de l'association pour un état du matériel roulant suisse (VRS), État au 1er janvier 1975, 1980, 1985, 1990, 1995, 2000, 2005. (https://www.rollmaterial.ch/)